# Toni Rovira
Toni Rovira Giró (Tiana, Barcelona, 20 de octubre de 1956) es un presentador de televisión, locutor de radio, pintor y showman español.[cita requerida]

## Biografía
Nació en el municipio barcelonés de Tiana. Es un pintor con una larga trayectoria artística nacional e internacional que hizo su aparición en el mundo del arte apadrinado por la historietista Lola Anglada.
Su obra tiene una primera etapa paisajista caracterizada por la presencia de los cuatro elementos: tierra, aire, agua y fuego. Le sigue otra costumbrista dibujando la vida cotidiana con el apoyo de los escritores Terenci Moix y Francisco Candel para dar paso a una etapa humanista y comprometida, siendo catalogado de 'filósofo' por Manuel Vázquez Montalbán, 'apocalíptico' y 'profético' por Baltasar Porcel, 'retratista del espíritu humano'por José María Gironella y como 'pensador' por Cristóbal Zaragoza.
Posteriormente colaboró en la revista Hogares, escribiendo retratos poéticos de personajes famosos. Actualmente colabora en la revista Primera Línea.
Aparece como actor en la película El hijo del hombre perseguido por un Ovni de 2020 dirigida por Juan Carlos Olaria.
En la actualidad, presenta su propio programa televisivo Toni Rovira y tú el cual se emite en Canal 4 (Cataluña).

## Trayectoria profesional

### Programas de televisión
| Año         | Programa              | Cadena   | Cargo                  |
| ----------- | --------------------- | -------- | ---------------------- |
| 1991-1996   | «La pintura es radio» | Canal 39 | Presentador y director |
| 1992-1996   | «Pincellades d'amor»  | BTV      | Presentador y director |
| 1999-2022   | «Toni Rovira y Tú»    | TEVECAT  | Presentador y director |
| 2022-Actual | «Toni Rovira y Tú»    | Canal 4  | Presentador y director |

### Programas de radio
| Año             | Programa             | Cadena                 | Cargo                  |
| --------------- | -------------------- | ---------------------- | ---------------------- |
| 1997-1998       | «Cerca de ti»        | Top Radio              | Presentador y director |
| 1997-1999       | «El poeta peregrino» | Radio España Catalunya | Presentador y director |
| 2007-2008       | «El poeta peregrí»   | Punto Radio            | Presentador y director |
| 2020-Actualidad | «El poeta peregrí»   | Cooltura FM            | Presentador y director |